# さいたま市立美園中学校
さいたま市立美園中学校（さいたましりつ みそのちゅうがっこう）は、埼玉県さいたま市緑区にある公立中学校。

## 沿革
- 1959年（昭和34年）4月1日 - 美園村立大門中学校、野田中学校、戸塚中学校を統合、美園村立美園中学校を開校。旧大門中学校を本校とし、旧野田中学校と旧戸塚中学校を分教場とした。
- 1959年（昭和34年）12月12日 - 統合校舎落成。分教場廃止。
- 1962年（昭和37年）5月1日 - 美園村が浦和市と川口市に分村編入される際、所在地が浦和市側に編入されたことに伴い、浦和市立美園中学校に改称。川口市（主に旧戸塚村の地域）側となった生徒は、年度末まで在校できる経過期間となる。
- 1963年（昭和38年）4月1日 - 川口市側となった生徒が、受け入れ先となった川口市立安行中学校へ転校。
- 1971年（昭和46年）1月1日 - 体育館完成（大門2846）。移転後旧校舎は解体されたが、体育館は美園公民館付属体育館としてその後も利用された。そして、周辺の区画整理事業と老朽化に伴い、2015年（平成27年）に解体された。
- 1983年（昭和58年）1月1日 - 現在地の新校舎に移転。
- 1996年（平成8年）2月16日 - 重層体育館施設完成。
- 2001年（平成13年）5月1日 - さいたま市誕生に伴い、校名をさいたま市立美園中学校に改称。
- 2006年（平成18年）4月1日 - 国立武蔵野学院内に分教室を開設。
- 2019年（平成31年）4月1日 - 学区内の人口増加による生徒数増加により、新設された美園南中学校へ一部の生徒が転校する。

## アクセス
- 埼玉高速鉄道線浦和美園駅から徒歩20分。